# (14053) 1995 YS25
1995 واي أس 25 (ويعرف أيضًا باسم (14053) 1995 واي أس 25 وفق تسمية الكوكب الصغير) (بالإنجليزية: 1995 YS25)‏ هو كويكب ضمن حزام الكويكبات؛ وترتيبه 14053 من حيث الاكتشاف.
اكتُشف هذا الجُرم الفلكي بواسطة وولف بيكل ‏ في 27 ديسمبر 1995.

## وصلات خارجية
- (14053) 1995 YS25 في قاعدة بيانات مختبر الدفع النفاث لأجرام النظام الشمسي الصغيرة

- الاكتشاف · مخطط المدار ·  العناصر المدارية · المعلمات المادية

- (14053) 1995 YS25 على موقع ويكي سكاي: DSS2, SDSS, GALEX, IRAS, Hydrogen α, X-Ray, Astrophoto, Sky Map, Articles and images